# Raul Plassmann
Raul Guilherme Plassmann (* 27. September 1944 in Antonina) ist ein ehemaliger brasilianischer Fußballtorhüter.

## Karriere
Er bestritt für den Cruzeiro EC 557 und CR Flamengo 228 Pflichtspiele. Fast 200 von diesen in der brasilianischen Meisterschaftsserie. Sein erstes Spiel für Cruzeiro bestritt er 1965 gegen den Lokalrivalen Atlético Mineiro. In dem Spiel trat er in einem gelben Sweatshirt an, wofür er fiel Spott erntete. In der Regel trugen die Torhüter zu der Zeit schwarz. In Interview erklärte er dazu, dass sein Einsatz ursprünglich nicht geplant, da kein Trikot zur Verfügung stand, zog er das Sweatshirt seines Mitspielers Neco an. Aufgrund des Sieges über Atlético, blieb er dann dem Shirt als Glücksbringer treu. In seinen dreizehn Jahren als Torwart bei Cruzeiro, entwickelte er sich zu einem der Idole des Vereins. Der Spieler nahm an zwei Weltpokalfinalen teil. Blieb ihm der Gewinn des Weltpokal 1976 mit Cruzeiro gegen den FC Bayern München noch verwehrt, so gelang ihm der Titelgewinn 1981 mit Flamengo gegen den FC Liverpool.
Mit beiden Vereinen gewann er auch jeweils einmal die Copa Libertadores und zusammen viermal die nationale Meisterschaft. Plassmann zählt damit zu den erfolgreichsten Torhütern Brasiliens.

## Trivia
Nach Beendigung seiner Fußballkarriere wurde er zunächst Sportkommentator für Rede Globo. 1987 versuchte Plassmann den Start einer Trainerlaufbahn bei Cruzeiro, beendete diese aber vorzeitig. Er arbeitete weiter als Kommentator, bis er 2003 und 2004 wieder Trainertätigkeiten aufnahm. Er gab dieses jedoch schnell auf und kehrte als Sportkommentator zu Rede Record und CBN Radio in die Niederlassungen Curitiba zurück. Später kehrte er zu Rede Globo zurück, als er für SporTV und PFC-Kanäle arbeitete. 2011 kehrte er nach Cruzeiro zurück. Dieses Mal, um in den Basiskategorien des Clubs als verantwortlich für den Aufstieg im Jugendbereich zu arbeiten.
2014 kandidierte Plassmann im Bundesstaat Minas Gerais für das Parlament als Mitglied der Partido Social Democrático (PSD). Mit 9.082 Stimmen (0,09 %) erreichte er den 124. Platz und erreichte damit keinen Platz im Parlament.

## Erfolge
Nationalmannschaft
- Bicentennial Cup Tour: 1976
- Copa Roca: 1976
- Taça do Atlântico: 1976

Cruzeiro
- Campeonato Brasileiro: 1966
- Staatspokal von Minas Gerais: 1973
- Copa Libertadores: 1976
- Staatsmeisterschaft von Minas Gerais: 1965, 1966, 1967, 1968, 1969, 1972, 1973, 1974, 1975, 1977
- Troféu Triangular de Caracas: 1977

Flamengo
- Staatsmeisterschaft von Rio de Janeiro: 1978, 1979, 1981
- Taça Guanabara: 1978, 1979, 1980, 1981, 1982
- Taça Rio: 1978, 1983
- Campeonato Brasileiro: 1980, 1982, 1983
- Copa Libertadores: 1981
- Weltpokal: 1981
- Trofeo Ramón de Carranza: 1979, 1980
- Trofeo Colombino: 1980